# Conn Iggulden
Conn Iggulden (født 1. januar 1971) er en britisk forfatter, der hovedsageligt skriver historisk fiktion. Han gik på St. Martins school i Northwood før han flyttede til Merchants Taylors School. Derefter læste han engelsk på University of London. Hans far er engelsk og hans mor er irsk.

### Emperor-serien
- The Gates of Rome (2003)
- The Death of Kings (2004)
- The Field of Swords (2005)
- The Gods of War (2006)
- The Blood of Gods (2013)

### Conqueror-seriens
- Wolf of the Plains (2007, ISBN 978-0-00-720175-4) (titled Genghis: Birth of an Empire 2010, ISBN 978-0-385-34421-0)
- Lords of the Bow (2008, ISBN 978-0-00-720177-8) (titled Genghis: Lords of the Bow 2010, ISBN 978-0-385-34279-7)
- Bones of the Hills (2008, ISBN 978-0-00-720179-2) (titled Genghis: Bones of the Hills 2010, ISBN 978-0-385-34280-3)
- Empire of Silver (2010, ISBN 978-0-00-728800-7) (titled Genghis: Empire of Silver 2010, ISBN 978-0-385-33954-4)
- Conqueror (2011, ISBN 978-0-00-727114-6)

### Wars of the Roses-serien
- Stormbird (2013)
- Trinity (2014) (udgivet som "Margaret of Anjou" i Nordamerika)
- Bloodline (2015)
- Ravenspur (2016)

### Athenian-serien
- The Gates of Athens (2020)
- Protector (2021)

### The Golden Age-serien
- Lion (2022)

### Empire of Salt-serien
- Darien (2017) (Empire of Salt bog #1) [som C.F. Iggulden]
- Shiang (2018) (Empire of Salt bog #2) [som C.F. Iggulden]
- The Sword Saint (2019) (Empire of Salt bog #3) [som C.F. Iggulden]

### Dangerous books
- The Dangerous Book for Boys (2007) (med Hal Iggulden)
- The Pocket Dangerous Book for Boys: Things to Do (2007) (ed Hal Iggulden)
- The Dangerous Book for Boys Yearbook (2007) (ed Hal Iggulden)
- The Pocket Dangerous Book for Boys: Things to Know (2008) (ed Hal Iggulden)
- The Pocket Dangerous Book for Boys: Wonders of the World (2008) (ed Hal Iggulden)
- The Pocket Dangerous Book for Boys: Facts, Figures and Fun (2008) (ed Hal Iggulden)
- The Dangerous Book of Heroes (2009) (ed David Iggulden)

### Andre udgivelse
- Blackwater (2006)
- Tollins: Explosive Tales for Children (September 2009)
- How to Blow Up Tollins (ed Lizzy Duncan) (October 2010)
- Quantum of Tweed – The Man with the Nissan Micra (2012)
- Dunstan (2017),[1] a.k.a. The Abbot's Tale (USA, 2018)
- The Falcon of Sparta (2018) af Conn Iggulden